# 핵안보정상회의
핵안보정상회의(核安保頂上會議, 영어: Nuclear Security Summit, NSS)는 주요 핵무기 보유국과 원전 보유국들이 참여하는 국제회의이다. 주된 의제인 핵 테러 위협 방지뿐만 아니라 핵물질의 불법거래 방지, 핵물질 및 시설의 방호 방안, 원자력 안전방안 등 폭넓은 의제가 논의된다. 이는 9.11 테러 이후 핵을 이용한 테러 가능성이 높아지자 이를 방지하고자 열리게 되었다.
2009년 미국 대통령 버락 오바마가 프라하 연설에서 국제 안보를 위해 핵 안보 강화의 필요성을 제기하면서 발족하였다.

## 역대 회의
| 회의                  | 날짜                       | 개최국   | 개최도시    |
| --------------------- | -------------------------- | -------- | ----------- |
| 2010년 핵안보정상회의 | 2010년 4월 12일 ~ 4월 13일 | 미국     | 워싱턴 D.C. |
| 2012년 핵안보정상회의 | 2012년 3월 26일 ~ 3월 27일 | 대한민국 | 서울        |
| 2014년 핵안보정상회의 | 2014년 3월 24일 ~ 3월 25일 | 네덜란드 | 헤이그      |
| 2016년 핵안보정상회의 | 2016년 3월 31일 ~ 4월 1일  | 미국     | 워싱턴 D.C. |